# Agathosma dregeana
Agathosma dregeana är en vinruteväxtart som beskrevs av Otto Wilhelm Sonder. Agathosma dregeana ingår i släktet Agathosma och familjen vinruteväxter. Inga underarter finns listade i Catalogue of Life.